# Achugao Point
Achugao Point är en udde i Guam (USA).   Den ligger i kommunen Umatac, i den sydvästra delen av Guam, 19 km sydväst om huvudstaden Hagåtña. 